# 25920 Templeanne
25920 Templeanne è un asteroide della fascia principale. Scoperto nel 2001, presenta un'orbita caratterizzata da un semiasse maggiore pari a 3,0219703 UA e da un'eccentricità di 0,0290760, inclinata di 9,86704° rispetto all'eclittica.